# Meridionale (album)
Meridionale è il secondo album in studio del cantante italiano Aiello, pubblicato il 12 marzo 2021 su etichetta discografica Sony Music successivamente alla partecipazione al Festival di Sanremo con la canzone Ora.

## Descrizione
In Meridionale, Aiello racconta le proprie radici calabresi attraverso una contaminazione di suoni e generi. Nelle tracce, le chitarre classiche e latine incontrano sonorità R&B e urban, il clubbing si alterna al flamenco, la musica popolare abbraccia il cantautorato italiano.

## Promozione
Nell'estate del 2020 pubblica il primo singolo Vienimi (a ballare) che presenta a Trani durante Battiti Live su Italia Uno e si aggiudica il disco di platino per le 70 000 unità vendute.
Il terzo singolo Ora viene presentato al Festival di Sanremo 2021 piazzandosi al 25º posto nella classifica finale e al 14º nella classifica settimanale Top Singoli dei singoli più venduti.
Il cantautore promuoverà il disco con un tour che dovrebbe partire da Nonantola (MO) l'8 ottobre 2021 e concludersi il 29 dello stesso mese a Firenze.

## Tracce
Testi e musiche di Antonio Aiello.
1. Intro (Dove vanno a finire) – 2:19
2. Farfalle – 2:42
3. Che canzone siamo – 3:03
4. Certe lune – 2:44
5. Per la prima volta – 3:17
6. Vienimi (a ballare) – 2:55
7. Scomposto – 2:47
8. La La land – 2:40
9. Di te niente (feat. Svm) – 3:02
10. Ora – 3:00

Traccia bonus nell'edizione digitale
1. Fino all'alba (ti sento) – 2:27

## Classifiche
| Classifica (2021) | Posizione massima |
| ----------------- | ----------------- |
| Italia            | 4                 |
| Italia (Vinili)   | 4                 |